# Penzberg
Penzberg est une ville d'Allemagne, en Bavière, dans le district de Weilheim-Schongau. Elle est située à environ 50 kilomètres au sud de Munich.
La ville s'est développée grâce à l'industrie du charbon. Depuis la fermeture des mines en 1966, la ville a été marquée d'abord par la présence de l'entreprise MAN, et depuis les années 1970 par celle du groupe pharmaceutique Boehringer de Mannheim, aujourd'hui Roche Diagnostics, filiale de Hoffmann-La Roche.

## Histoire
Penzberg est mentionné pour la première fois dans un acte au XIIIe siècle en 1275, sous le nom de Poennesperch, quand ce site est vendu à l'abbaye de Benediktbeuern.
Une exploitation en surface des gisements de charbon avait commencé au milieu du XVIe siècle, mais la guerre de Trente Ans y met fin au XVIIe siècle. L'exploitation industrielle du charbon commence véritablement à partir de 1800.
Jusqu'en 1803, le site de Penzberg a appartenu à l'abbaye de Benediktbeuern. En 1818 est créée la commune de Sankt Johannisrain, où Penzberg n'est encore qu'un quartier. Le 16 octobre 1865, la ligne de chemin de fer Tutzing-Penzberg est ouverte et permet le transport plus rapide du charbon vers Munich.
Un centre ville se crée à partir de 1873 autour de l'exploitation minière. En mai 1904, est posée la première pierre de l'église protestante sur le Schloßbichl ; c'est aujourd'hui l’édifice religieux le plus important de la ville. En 1911, l'ancien nom communal de Sankt Johannisrain est remplacé par celui de Penzberg, et en 1919 Penzberg devient une commune.
Penzberg subit le 16 novembre 1944 une attaque aérienne alliée, qui détruit plusieurs bâtiments, et notamment en partie l’église catholique Sainte-Barbe, de style néo-gothique ; mais les installations minières ne sont pas touchées.
Le 28 avril 1945, Hans Rummer, le maire social-démocrate de Penzberg jusqu'à la prise de contrôle de la ville par le parti nazi en 1933, dépose le maire nazi. Le soir du même jour, sur l'ordre du Gauleiter Paul Giesler, un groupe de combat Werwolf prend d'assaut la mairie, arrête et exécute Hans Rummer et quinze autres habitants. Ce massacre est connu sous le nom de « Penzberger Mordnacht ».
En 1951, environ 2 000 personnes sont employées par l'industrie minière. C'est l'année où une centrale électrique, prévue dans les années 1930 mais abandonnée en raison de la guerre, est mise en service.
Les charbonnages sont fermés en 1966 pour des raisons économiques ; la centrale électrique est arrêtée en 1971.
La ville réussit à attirer l'entreprise MAN qui installe à Penzberg une usine de fabrication d'autobus. Au début des années 1980, l'entreprise ne laisse à Penzberg que la production de composants pour ces véhicules. Le 30 juin 2005, l'usine devient une entreprise autonome sous le nom d'ACP GmbH.
En 1972, le consortium pharmaceutique Boehringer de Mannheim s'installe sur le terrain du deuxième puits de mine (Nonnenwaldschacht) de Penzberg et devient l’employeur principal de la localité (4 500 employés en 2008), installé aujourd’hui sur un espace de 31 km2.

## Politique

### Maires
- 1919–1933 Hans Rummer (SPD ; fusillé en 1945)
- 1933–1945 Vonwerden (NSDAP)
- 1945–1946 Josef Raab (KPD ; installé par l'armée américaine)
- 1946–1972 Anton Prandl (SPD)
- 1972–1996 Kurt Weßner (SPD)
- 1996- Hans Mummert (SPD)

## Lieux et monuments

### Culture
- Le musée municipal (Statdtmuseum) est installé dans une maison de mineur construite en 1873, typique de l’habitat de Penzberg pendant presque 100 ans. Cette maison a été achetée par la ville en 1984 et transformée en musée. Il est consacré à l’histoire de la ville, et présente notamment la reconstitution d’un intérieur de mineur en 1929, ainsi qu’un espace commémorant le « Penzberger Mordnacht » de 1945. Il accueille également des expositions temporaires d’art.

- Le musée de la mine (Bergwerksmuseum) expose des outils et objets liés au travail d’extraction du charbon. Un sentier historique (Geschichtslehrpfad) permet de parcourir la ville sur la trace des bâtiments disparus : 30 panneaux présentent leur aspect et leurs fonctions passés.

## Personnalités liées à la commune
- Ludwig Kögl, footballeur
- Max Kruse, auteur de livres pour enfants
- Norbert Reithofer, homme d'affaires et PDG de BMW depuis 2006
- Klaus Wolfermann, athlète spécialiste du javelot, médaillé aux Jeux olympiques de Munich en 1972.

## Jumelages
- Ahlen (Allemagne), ville de Rhénanie-du-Nord-Westphalie
- Langon 33 (France). Des élèves du collège Jules Ferry de Langon 33 et du collège du Pian-sur-Garonne participent à un échange avec des élèves du lycée de Penzberg.
- Tempelhof-Schöneberg (Allemagne), un arrondissement administratif de Berlin